# Museo nacional de conservación «Batalla de Kiev 1943»
El Museo nacional de conservación «Batalla de Kiev 1943» (en ucraniano: Національний музей-заповідник «Битва за Київ у 1943 році», romanizado: Nacìonalʹnij muzej-zapovìdnik «Bitva za Kiïv u 1943 rocì», lit. 'Museo-Reserva nacional «Batalla por Kiev en 1943»') es un importante museo cultural de ámbito estatal de Ucrania. sirve como destino educativo y de investigación dedicado a los acontecimientos del otoño de 1943, el cruce del Dniéper o Dnipro y la creación de una cabeza de puente y sobre el curso de la operación ofensiva de Kiev de 1943. Depende del Departamento de Cultura de la Administración Estatal Regional de Kiev.
El museo está situado en las afueras del pueblo de Novi Petrivtsi, raión de Vyshgorod, óblast de Kiev. Su director actual en Aliokhin Vladislav Alekseevich.
El museo fue creado el 20 de marzo de 1945 por la resolución del Consejo de Comisarios del Pueblo de la RSS de Ucrania y el Comité Central (b) U N.º 425 «Sobre la creación del museo de conservación «Campo de batalla de Kiev».
El 14 de mayo de 2008 por el Decreto N.º 437/2008 del entonces presidente de Ucrania, Víktor Yúshchenko, al museo de conservación regional «Batalla de Kiev 1943» se le concedió el estatus de nacional.
Durante su existencia, ha sido visitado por más de 10 millones de personas de 85 países distintos.
El museo crea constantemente exposiciones móviles y varia regularmente las fijas. En los terrenos del mismo, hay cada año una serie de eventos para honrar la memoria de los héroes de la Batalla por el Dniéper, mítines, reuniones de veteranos, prestaciones de juramento, etc.

## Exposición
El complejo histórico y cultural incluye:
- Área protegida de 8 hectáreas, donde se conservan 650 metros de comunicación de movimientos, refugios, puestos de mando y observación del comandante del 1er Frente Ucraniano, del general de ejército Nikolái Fiódorovich Vatutin, el comandante del 38.º Ejército Kiril Semiónovich Moskalenko, el miembro del Consejo Militar del frente, teniente general Nikita Serguéyevich Jrushchov y el comandante del 3er Ejército de Tanques de la Guardia Pável Semiónovich Rybalko.
- Muestras de equipo militar de la época de la guerra expuestas en los terrenos del museo.
- Monumento-museo a los libertadores de Kiev de los invasores nazis. Fue construido por decisión del Gobierno de la RSS de Ucrania el 28 de marzo de 1957 en el territorio de la reserva en 1958. Los arquitectos Abraham Miletsky y V. V. Baklanov junto al escultor Iván Pershudchev fueron los encargados de la obra. Los pilones de mármol indican los nombres de todas las formaciones y unidades galardonadas con el título de «[Libertador de] Kiev», así como las órdenes otorgadas por la liberación de la urbe.
- Diorama «Batalla por Kiev. La cabeza de puente de Liutz. Año 1943.» Fue inaugurado el 5 de mayo de 1980 en la Iglesia de la Santa Intercesión en el centro de Novi Petrivtsi. En 1993 se trasladó a las instalaciones del diorama-museo. Las dimensiones del lienzo son 29 x 7 m. Su autor es M. S. Prisekin.
- Complejo conmemorativo «A los héroes de la cabeza de puente de Liutz» en el centro del pueblo de Novi Petrivtsi, construido en 1983 en honor al 40 aniversario de la batalla por el Dniéper y la liberación de Kiev de los invasores nazis. Se erigió un letrero conmemorativo «A los héroes de la cabeza de puente de Liutz» en forma de una pancarta con una imagen en bajorrelieve de soldados forzando al Dniéper (autores Vasili Klimik, Y. Kolesnikov, S. Voitsekhovsky, Y. Turchaninov y otros), y se encendió el Fuego Eterno. Los nombres de unos 1 850 soldados y comandantes que murieron en las batallas por la liberación de la aldea de Novi Petrivtsi están inmortalizados en las placas conmemorativas del complejo. Entre 2008 y 2012, 165 soldados muertos sin identificar fueron enterrados de nuevo en el Memorial.
- Diorama-museo con un área de 1100 metros, en el que hay salas de exposición y exhibió un lienzo de diorama, de M. Feshchenko. Fue inaugurado en honor al 50 aniversario de la liberación de Kiev en 1993.
- Capilla de San Jorge el Victorioso fue construido en honor al 65 aniversario de la Victoria en la guerra germano-soviética. La consagración y la gran inauguración tuvieron lugar el 17 de diciembre de 2010. El oficio de consagración fue realizado por Su Beatitud el Metropolita Vladímir Sabodán.
- Monumento a los soldados-motociclistas de la guerra germano-soviética. Fue inaugurado el 25 de junio de 2011.
- El monumento «Símbolo de la paz» se inauguró en 2012 en Ucrania en el marco del proyecto internacional "Calle Europea de las Esculturas" (París-Kiev-Moscú). "European Street of Sculptures" es un proyecto que debe su origen al famoso escultor Leo Cornbrook. El objetivo del proyecto es crear una cadena continua de esculturas de unos 3000 km de largo, desde la costa de Normandía hasta Rusia, como signo de la coexistencia pacífica de los pueblos de Europa. En el Monumento, las palabras "La humanidad debe recordar a qué costo se ha conquistado la paz" están grabadas en seis idiomas.
- El Muro de la Memoria son 11 altos relieves de los Héroes de la Unión Soviética, nativos del distrito de Vyshgorod. Fue establecido con motivo del 70 aniversario de la liberación de Kiev en 2013.
- Un letrero conmemorativo al «Soldado Desconocido» fue instalado en una fosa común el 28 de octubre de 2014. Las exposiciones del museo-reserva presentan los eventos de forzar el Dniéper, el curso de la operación ofensiva de Kiev de 1943, pero el letrero está dedicado tanto a los participantes de la Segunda Guerra Mundial, como a los fallecidos en la Revolución de la Dignidad, los Héroes de los Cien Celestiales (los «Cien Celestiales» o la «Compañía Celestial» es el nombre que se les dio en Ucrania a los fallecidos en las protestas del Euromaidan a manos de la bérkut), la Operación Antiterrorista en el Este de Ucrania.

Los fondos del museo contienen colecciones arqueológicas, etnográficas, falerísticas, numismáticas, obras de artesanía artística, obras de pintura, escultura, fotos y documentos de la guerra germano-soviética. El personal del museo es el iniciador de muchos proyectos interesantes: el Museo de los Rastreadores, el Museo del Cartel de Ucrania, la perpetuación de la hazaña de los defensores de Ucrania: Héroes de la ATO, participantes de la Revolución de la Dignidad, Héroes de los Cien Celestiales.

## Trabajo científico
Parte del personal del museo son investigadores dedicados a la búsqueda y estudio de materiales de los tiempos de la guerra, estudiando materiales históricos de la Polesia ucraniana y el monasterio Mezhyhirsk Spaso-Preobrazhensky, monasterio principal de la hueste cosaca de Zaporiyia en los siglos XVII-XVIII.

## Galería

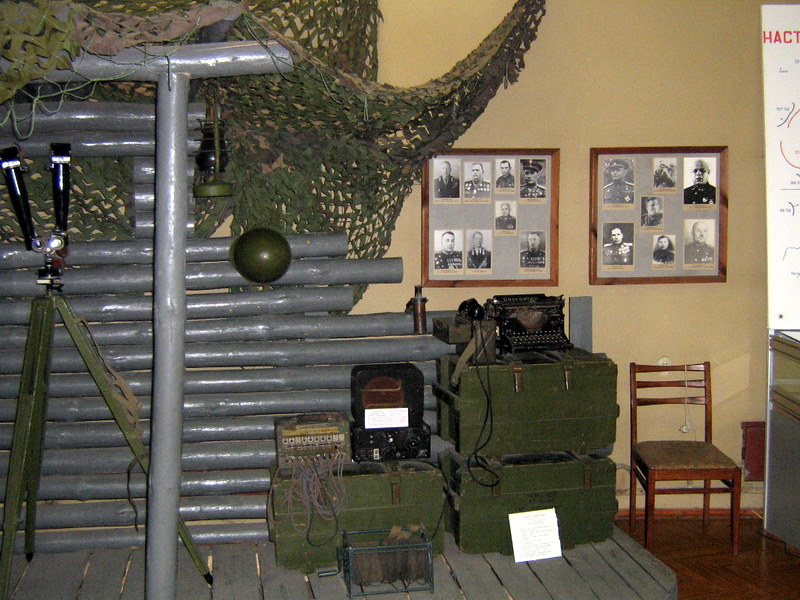
Espacio del general N. F. Vatutin.
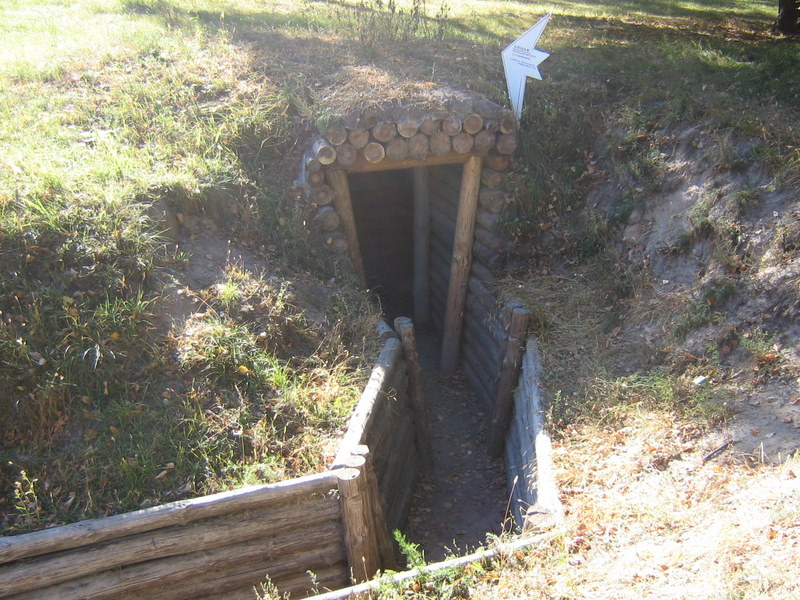
Trinchera Vatutina
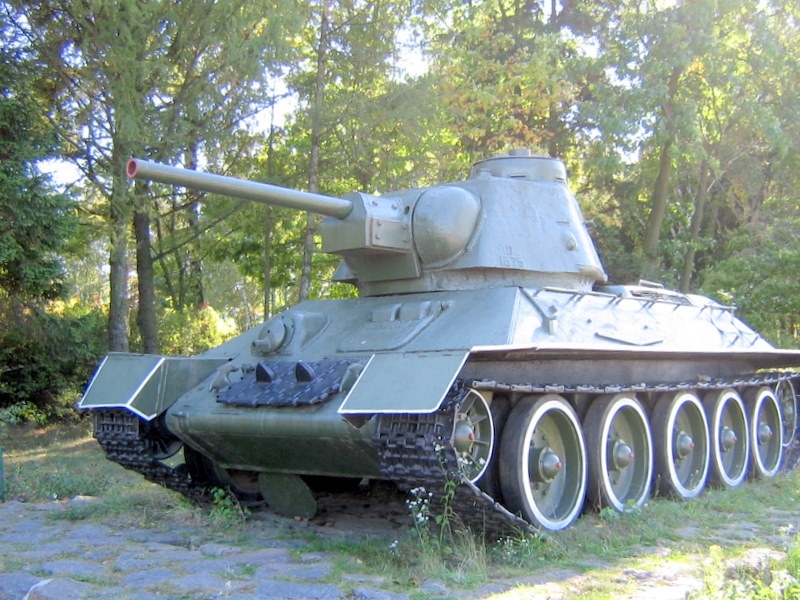
Tanque medio T-34
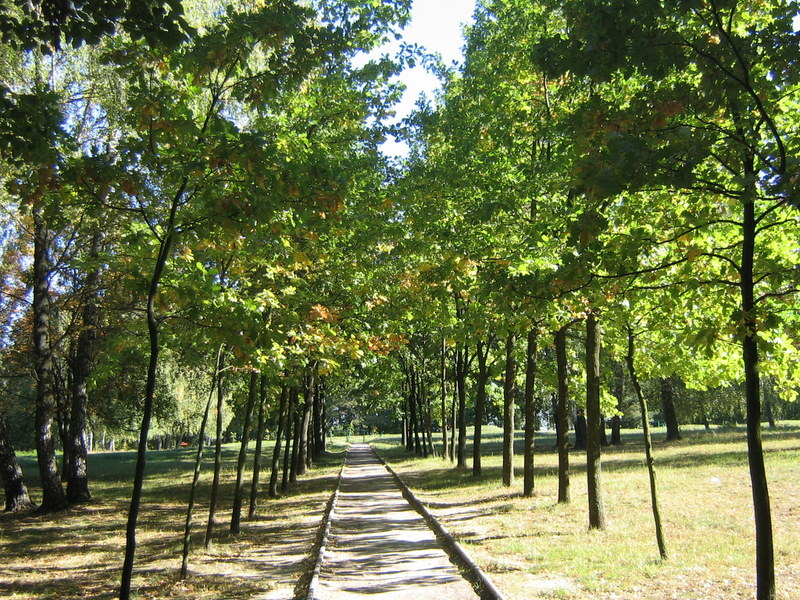
Paseo de la fama
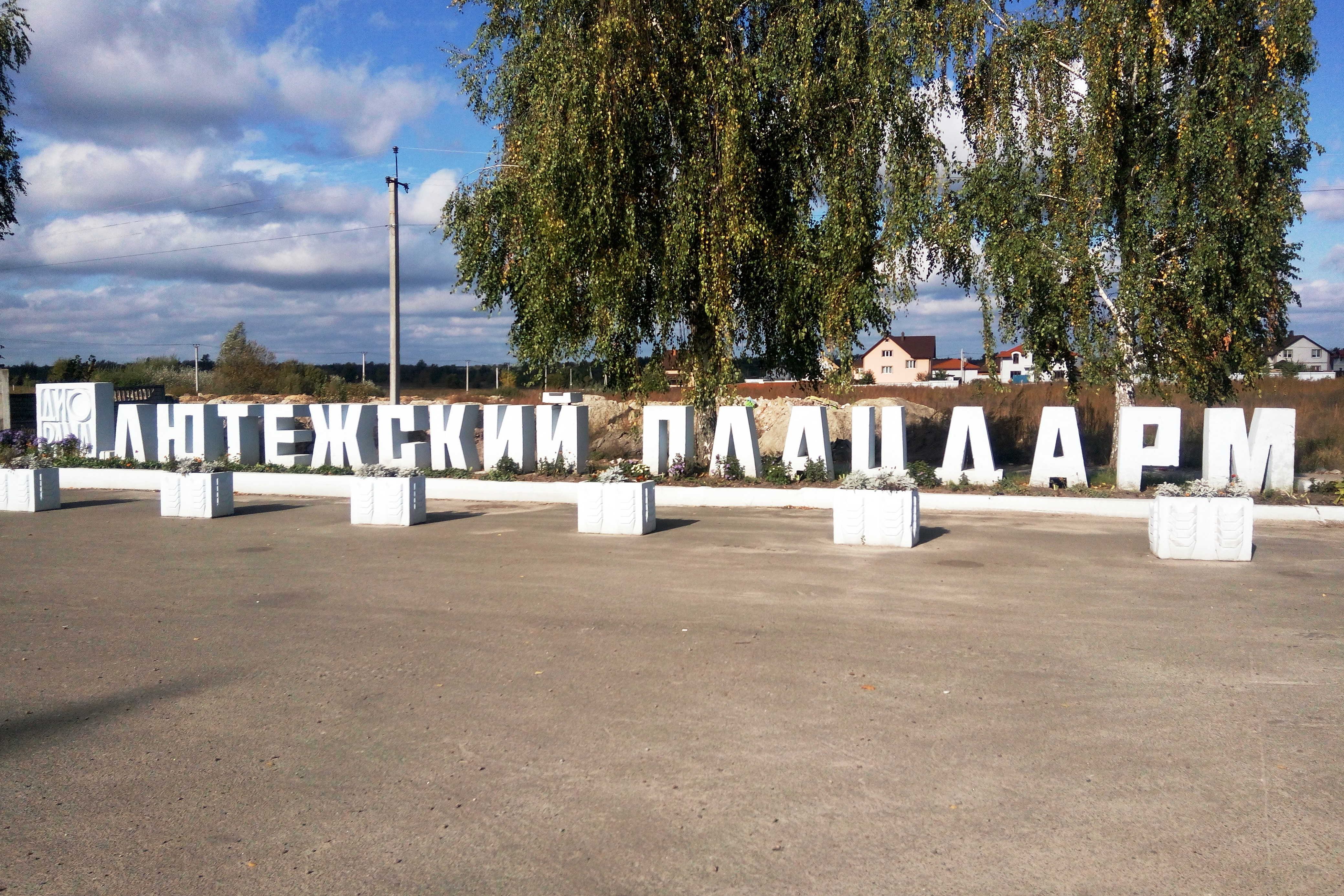
Cabeza de puente de Liutz
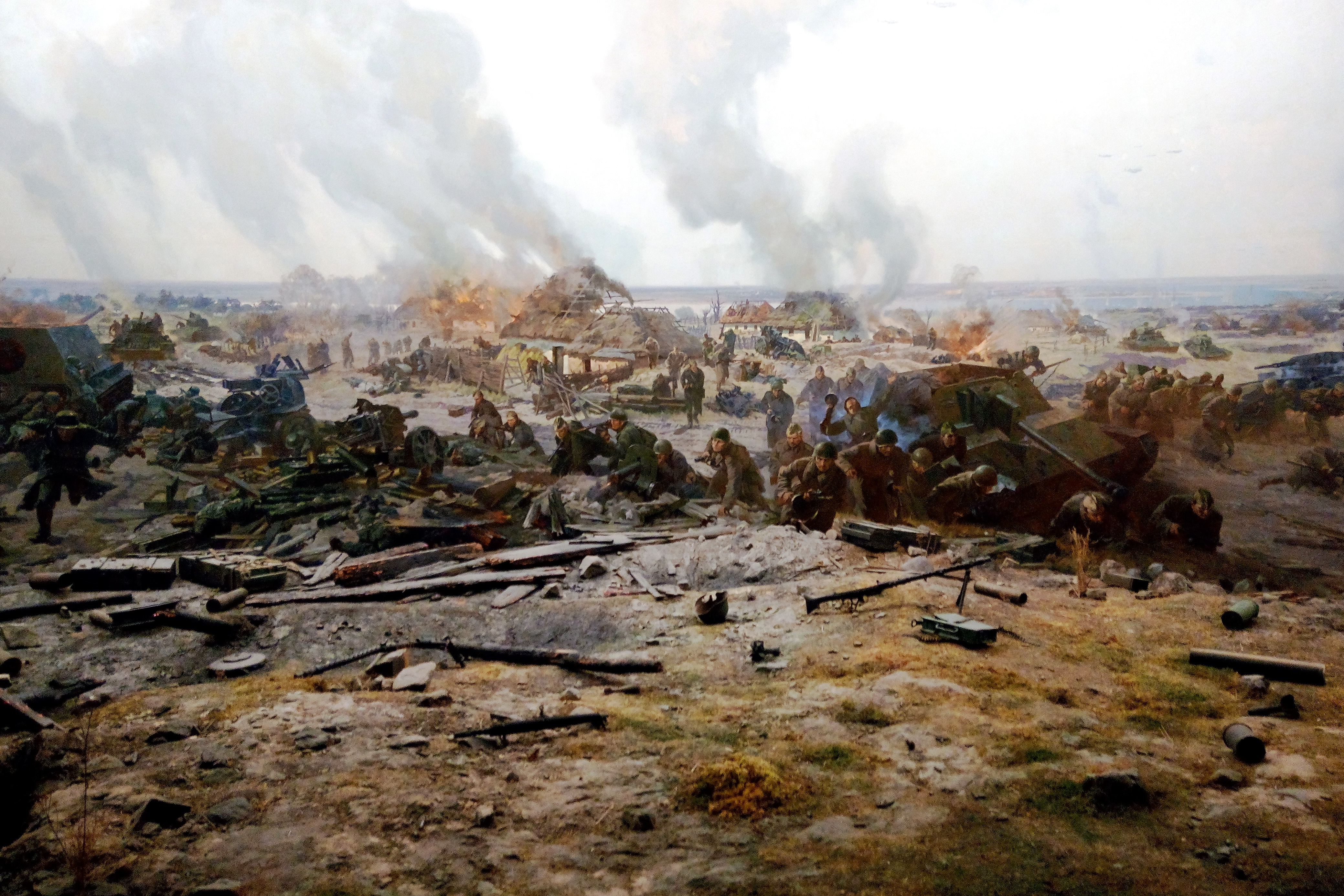
Diorama «Batalla por Kiev»
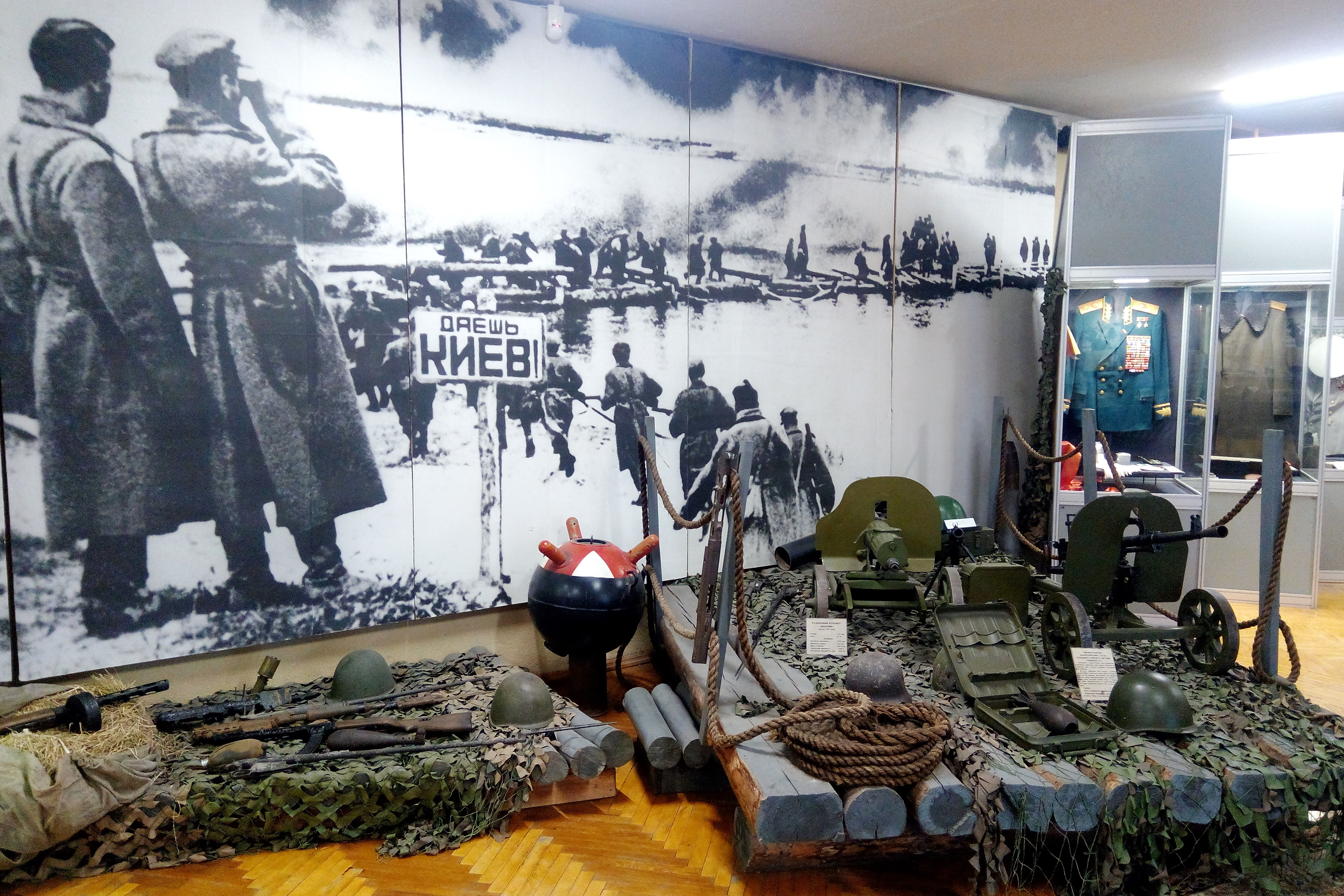
Exposición del museo
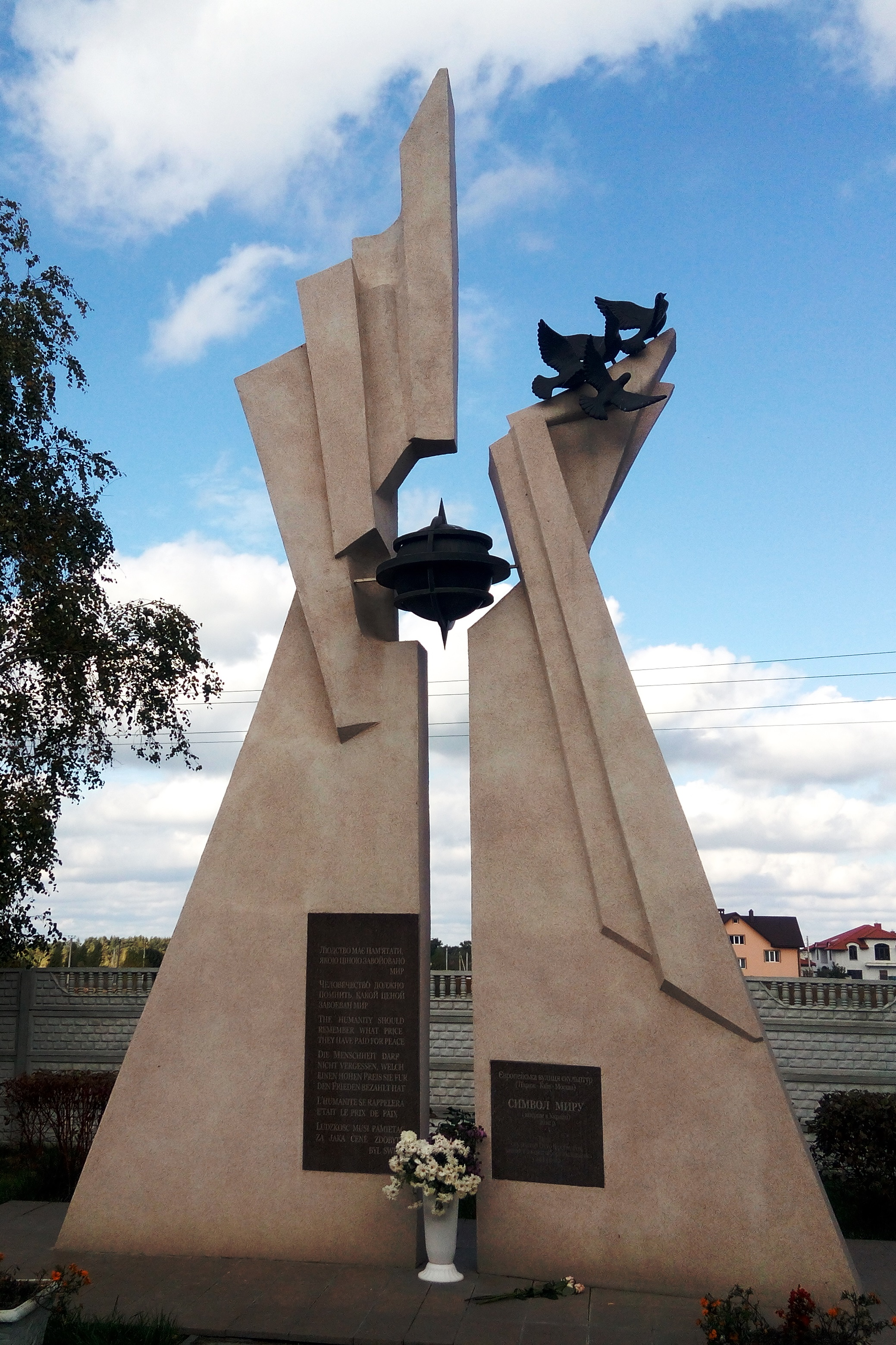
Símbolo de paz
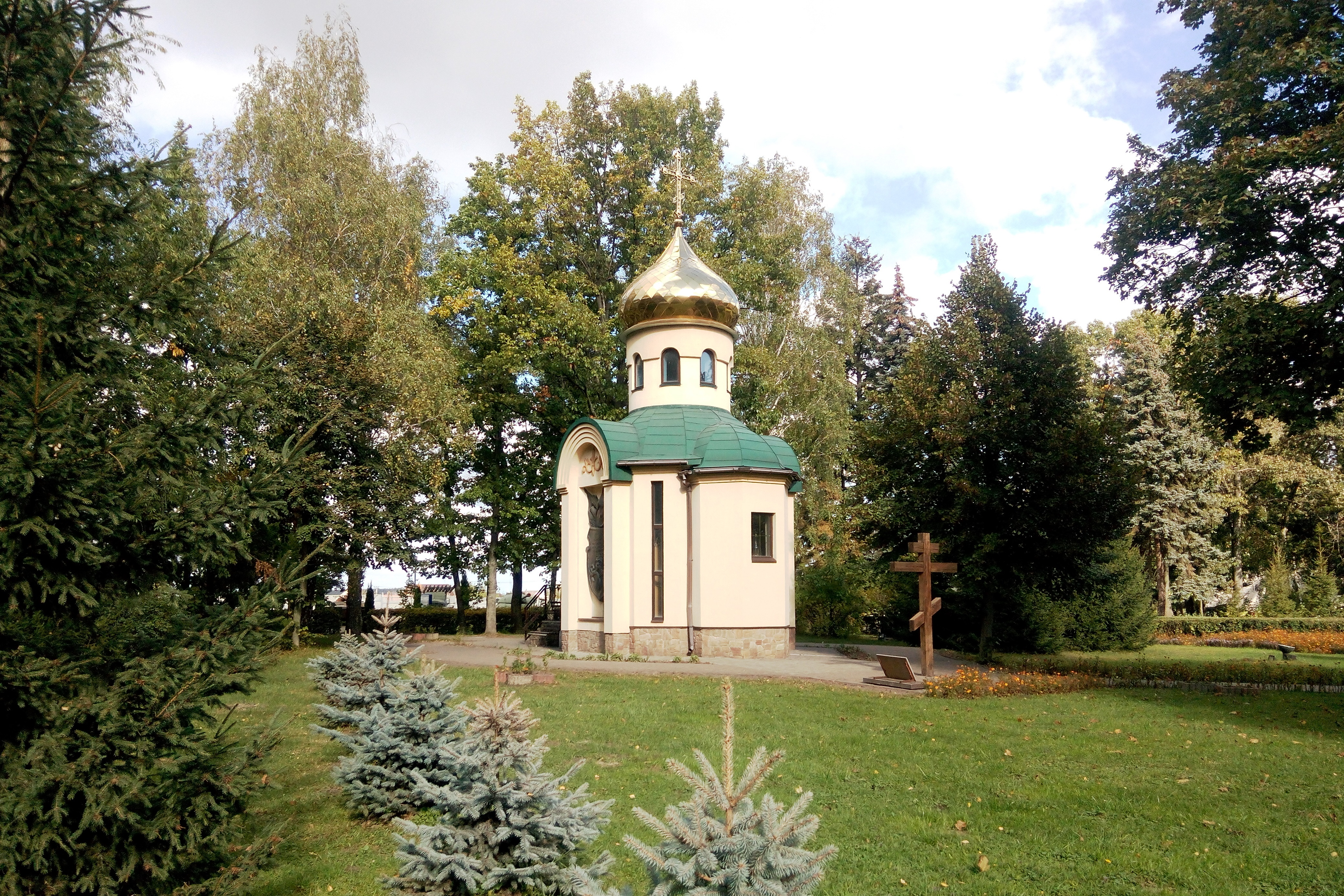
Capilla de San Jorge el Victorioso